# Братский (Ростовская область)
Бра́тский — хутор в Мартыновском районе Ростовской области.
Входит в состав Ильиновского сельского поселения.

## Население
| 2010 |
| ---- |
| 71   |

## Улицы
На хуторе имеется одна улица: Дачная.